# Anatolij Abduła
Anatolij Borysowycz Abduła, ukr. Анатолій Борисович Абдула (ur. 12 listopada 1976 w Charkowie) – ukraiński sędzia piłkarski FIFA, sędziuje mecze Premier-lihi.

## Kariera sędziowska
W 1999 rozpoczął karierę sędziowską w meczach lokalnych rozgrywek piłkarskich. Od 2001 sędziował mecze Amatorskich Mistrzostw Ukrainy, od 2004 w Drugiej Lidze, od 2006 w Pierwszej Lidze, a od 2008 w Wyższej Lidze Ukrainy. Sędzia FIFA od 2012 roku. Jest na liście sędziów grupy II kategorii FIFA